# Jürgen Paul
Jürgen Paul (Risum-Lindholm, 1949) è un orientalista tedesco Professore Emerito nella Martin-Luther-Universität Halle-Wittenberg.
Studioso di cultura islamica e storico, Paul è specialista di Islam medievale e della prima età moderna in Asia centrale e nell'Iran orientale. È stato professore di Islamistica nell'Orientalischen Institut della Martin-Luther-Universität Halle-Wittenberg.
Paul ha studiato dal 1967 Romanistica, Slavistica e Pedagogia a Friburgo, Breisgau, Poitiers e Amburgo per intraprendere la professione di docente e sostenne l'esame di Stato ad Amburgo nel 1974, insegnando fino al 1995 nei suoi licei Lingua francese, russo e Filosofia. Nel 1989, ad Amburgo, ottenne (summa cum laude) un dottorato in Studi islamici. 

Nel 1990/91 divenne Referent presso l'Orient-Institute della Deutschen Morgenländischen Gesellschaft a Istanbul e nel 1993 conseguì l'abilitazione in Studi Orientali ad Amburgo, per poi diventare dal 1995 professore all'Università di Halle-Wittenberg.
Si è occupato tra l'altro di confraternite sufi, delle storie urbane di Bukhara, Isfahan, Herat) e dei nomadi sotto il profilo storico legato alle città. Ha lavorato su fonti originali manoscritte sufi in Uzbekistan e di agiografia, sempre sotto il profilo storico.

## Opere
- «Zentralasien», in: Neue Fischer Weltgeschichte, 2012.
- Curatore con Albrecht Noth di Der islamische Orient. Grundzüge seiner Geschichte, Würzburg 1998.
- Herrscher, Gemeinwesen, Vermittler: Ostiran und Transoxanien in vormongolischer Zeit. Stuttgart 1996 (Beiruter Texte und Studien 59).
- The State and the Military: The Samanid Case. Bloomington (Indiana), 1994 (Papers on Inner Asia 26).